# Журавниця (Люблінське воєводство)
Журавниця (пол. Żurawnica) — село в Польщі, у гміні Звежинець Замойського повіту Люблінського воєводства. Населення — 786 осіб (2011).

## Історія
За даними етнографічної експедиції 1869—1870 років під керівництвом Павла Чубинського, у селі переважно проживали польськомовні римо-католики, меншою мірою — греко-католики, які також розмовляли польською.
У 1975—1998 роках село належало до Замойського воєводства.

## Демографія
Демографічна структура станом на 31 березня 2011 року:
|          | Загалом | Допрацездатний вік | Працездатний вік | Постпрацездатний вік |
| -------- | ------- | ------------------ | ---------------- | -------------------- |
| Чоловіки | 380     | 73                 | 256              | 51                   |
| Жінки    | 406     | 64                 | 227              | 115                  |
| Разом    | 786     | 137                | 483              | 166                  |